# Friedrich Marpurg
Friedrich Marpurg (Paderborn, Westfàlia, 1825 - Wiesbaden, Hessen, 1884) fou un compositor alemany.
Era descedent del compositor i teòric Friedrich Wilhelm Marpurg. Estudià amb molt profit el piano i el violí, i en el conservatori de Leipzig li donaren lliçons Mendelssohn i Hauptmann en composició. Fou director d'orquestra en diverses poblacions entre elles Magúncia; el 1868 se'l nomenà director de la música en la cort de Darmstadt i el 1875 es traslladà a Wiesbaden, on dirigí des del 1883 al Caecilein Verein.

## Obra
- Mosa, der letzte Maurenkönig, òpera (1855).
- Agnes von Hohenstaufen, òpera (1874).
- Lichtenstein, òpera, aquesta no es va arribar a representar.